# 行元寺
行元寺（ぎょうがんじ）は、千葉県いすみ市にある天台宗の寺院。山号は東頭山。院号は無量寿院。本尊は阿弥陀如来。

## 由緒
嘉承年間（848年 - 851年）円仁によって現在の大多喜町に創建されたと伝えられ、鎌倉時代初期現在のいすみ市荻原字茶田谷に移され、行元寺と改められたという。天正年間（1573年 - 1592年）現在地に移された。古くから天台宗の拠点のひとつとなり、江戸時代には江戸幕府から朱印状を与えられていた。

## 文化財
- 千葉県指定有形文化財
  - 銅造阿弥陀如来及び両脇侍立像
  - 木造阿弥陀如来立像
  - 絹本著色両界曼荼羅図
  - 金銅竜文五鈷鈴
  - 行元寺旧書院
- いすみ市指定文化財

  - 本堂
  - 楼門

## 所在地
- 千葉県いすみ市荻原2136